# Saint-Loup-de-Gonois
Saint-Loup-de-Gonois is een plaats en voormalige gemeente in het Franse departement Loiret in de regio Centre-Val de Loire en telt 113 inwoners (2009). De plaats maakt deel uit van het arrondissement Montargis.

## Geschiedenis
Tot 1 maart 2019 was Saint-Loup-de-Gonois een zelfstandige gemeente. Op die dag werd de plaats opgenomen in de buurgemeente La Selle-sur-le-Bied, die daarmee de status kreeg van commune nouvelle.

## Geografie
De oppervlakte van Saint-Loup-de-Gonois bedraagt 6,4 km², de bevolkingsdichtheid is dus 17,7 inwoners per km².
De onderstaande kaart toont de ligging van Saint-Loup-de-Gonois met de belangrijkste infrastructuur en aangrenzende gemeenten.

## Demografie
Onderstaande figuur toont het verloop van het inwonertal (bron: INSEE-tellingen).